# Ульє
У́льє (ест. Ulje küla) — село в Естонії, у волості Ляене-Сааре повіту Сааремаа.

## Населення
Чисельність населення на 31 грудня 2011 року становила 38 осіб.

## Географія
Через село проходить автошлях 111 (Тегумарді — Коґула).
Південною околицею села тече річка Пюгайиґі (Pühajõgi).

## Історія
До 1977 року село мало назву Улья (Ulja küla). У 1970 році населення села складало 50 осіб. У 1977 році під час адміністративної реформи сільське поселення Улья було скасовано. З 1998 року село відновили під назвою Ульє.
До 12 грудня 2014 року Ульє входило до складу волості Кярла.

## Пам'ятки природи
На півдні село межує з заказником Муллуту-Лооде (Mullutu-Loode hoiuala), площа — 5220,6 га (58°15′19″ пн. ш. 22°21′1″ сх. д. / 58.25528° пн. ш. 22.35028° сх. д.).